# Никита (Коми)
Никита — деревня в городском округе Воркута Республики Коми.

## Географическое положение
Деревня находится примерно в 50 км от центра городского округа — города Воркута, на правом берегу реки Уса.

## Климат
Климат умеренно-континентальный, лето короткое и холодное, зима многоснежная, продолжительная и суровая. Климат формируется в условиях малого количества солнечной радиации зимой, под воздействием северных морей и интенсивного западного переноса воздушных масс. Вынос теплого морского воздуха, связанный с прохождением атлантических циклонов, и частые вторжения арктического воздуха с Северного Ледовитого океана придают погоде большую неустойчивость в течение всего года. Годовая амплитуда составляет 32,7°С. Самым теплым месяцем года является июль (средняя месячная температура +12,4°С), самым холодным месяцем — январь (-20,3°С). Среднегодовая температура воздуха −6,0°С. Число дней со средней суточной температурой воздуха выше нуля градусов составляет 125.

## Население
| 2010 |
| ---- |
| 0    |

Постоянное население деревни 3 чел. (2006).